# Prótese (altar)
Prótese (πρόθεσις; em latim: prothesis), na arquitetura cristã primitiva, é o local, câmara ou abside localizado no lado esquerdo de um edifício religioso, basílica ou igreja, destinado à preparação da liturgia do pão e do vinho à Eucaristia.